# Dicranella kiushiana
Dicranella kiushiana är en bladmossart som beskrevs av Kyuichi Sakurai 1937. Dicranella kiushiana ingår i släktet jordmossor, och familjen Dicranaceae. Inga underarter finns listade i Catalogue of Life.